# هاراهارا
گربه ماهی هارا هارا (نام علمی: Hara hara) نام یک گونه از تیره گربه‌ماهیان آزارنده است که در بنگلادش، چین، میانمار و هند یافت می‌شود. این گونه تا درازای ۱۳ سانتی‌متر رشد می‌کند.